# Wörterbuch von der Zigeunersprache 1755
Das Wörterbuch von der Zigeunersprache 1755, nebst einem „Schreiben eines Zigeuners an seine Frau, darinnen er ihr von seinem elenden Zustande, in welchem er sich befindet, Nachricht ertheilet“, ist ein bedeutendes historisches Zeugnis zur Sprache und zur Sozialgeschichte der Sinti und Roma in Deutschland aus dem 18. Jahrhundert. Es steht am Beginn der Verschriftlichung des Romani und ist das erste alphabetisch geordnete Wörterbuch dieser auf das Altindische zurückgehenden indoarischen Sprache. Von der allgemeinen Linguistik, Romistik, Sozialgeschichte und Minderheitenforschung sind Wörterbuch und Brief bis heute kaum wahrgenommen worden. Als Bildungsgegenstand steht es im weitläufigeren Kontext der Wahrnehmung von Minderheiten, ihrer Sozialgeschichte und ihrer Sprache, hier der über Jahrhunderte hinweg diskriminierten und erst Ende der 1990er Jahre als nationale Minderheit anerkannten Sinti und Roma.

## Überlieferung
Die Auflagenhöhe des „Wörter=Buches von der Zigeuner=Sprache“ 1755 ist nicht bekannt. Auch wird kein Verlag genannt; danach ist von einer privat veranstalteten Herausgabe des Werkes auszugehen und angesichts der nur wenigen, heute noch feststellbaren Exemplare von einer eher kleinen Auflage. Einen Nachdruck oder eine 2. Auflage des Werkes scheint es nicht gegeben zu haben. Jedenfalls fehlen dafür jegliche Indizien. Originaldrucke des Werkes werden heute unter anderem in der Bayerischen Staatsbibliothek München, in der Universitätsbibliothek / Staatlichen Bibliothek Passau, in der Dombibliothek Freising und in der Universitätsbibliothek in Jena aufbewahrt. Im Jenaer Druck befinden sich handschriftliche Nachträge zum Wörterbuch und eine zweiseitige, handschriftlich angelegte Kurzgrammatik des Romani mit Konjugationsparadigmen und Satzbeispielen. Einige Exemplare des Werkes sind offenbar auf unbekannten Wegen in Auktionshäuser und Antiquariate gelangt. Ein Exemplar, das heute in der Forschungsstelle der IGS in Münster aufbewahrt wird, ist von Klaus Siewert in einem Antiquariat gefunden worden: Grundlage für die fotomechanische Reproduktion des Werkes (Faksimile-Ausgabe). Andere Exemplare sind verschollen, wie das im Auktionskatalog 78 (Oktober 2011) von „Kiefer. Buch- und Kunstauktionen“ / Pforzheim angebotene Druck des Werkes. Nach Auskunft des Auktionshauses ist das Exemplar 2011 an einen privaten (unbekannten) Sammler verkauft worden.

## Titel
Der vollständige Titel lautet:
Beytrag

zur Rotwellischen Grammatik,

Oder:

Wörter-Buch,

Von der

Zigeuner-Sprache,

Nebst einem

Schreiben

eines Zigeuners an seine Frau,

darinnen er ihr von seinem elenden Zustande,

in welchem er sich befindet, Nachricht

ertheilet.

Frankfurt und Leipzig, 1755.

## Inhalt
4 unpaginierte Seiten: Titelblatt und Vorwort „Geneigter Leser!“; S. 5 bis 36: zweispaltiges Wörterbuch „Hoch=Deutsch“ / „In Zigeuner=Sprache“; S. 37 bis 39: „Schreiben eines Zigeuners an seine Frau ...“.

## Autor und Herausgeber
Der Autor bzw. Herausgeber des „Wörter=Buches von der Zigeuner=Sprache“ gibt sich nicht zu erkennen. Weder auf dem Titelblatt noch in seinem Vorwort an den Leser gibt er irgendeinen direkten oder indirekten Hinweis auf seine Identität. Das entspricht ganz und gar der Verfahrensweise vergleichbarer Schriften jener Zeit. Auch der Verfasser des dem Wörterbuch angehängten Briefes bleibt anonym. Die Frage nach der Authentizität des Schreibens, ob es sich also um einen authentischen oder fiktionalen Text handelt, ist nicht sicher zu beantworten. Manches spricht dafür, dass der Brief nicht als authentisches Dokument zu werten ist, so etwa die fehlerhafte Sprache („keine normalen Wortgrenzen“, Norbert Boretzky). Die Verletzung der Wortgrenzen könnte aber auch auf die redaktionelle Arbeit eines der „Zigeunersprache“ Unkundigen oder den Setzer des Textes zurückzuführen sein. Weder in der Titelei noch in seinem „Vorbericht“ legt der Autor des „Wörter=Buches von der Zigeuner=Sprache“ sein mit der Herausgabe des Werkes verbundenes Ziel klar. „Da ich ein solches Verzeichnis nicht zur gelehrten Sprache, sondern nur die Neubegierde einiger Leser stillen, und den Sprach=Forschern einen nützlichen Zeitvertreib schaffen will; so glaube ich, genug gesagt zu haben“ („Vorbericht“, S. [4]). Noch nebulöser und aus einer heute schwer ergründbaren Verteidigungshaltung schreibt der Autor des Vorwortes in seinem „Vorbericht“ an den Leser: „Du wirst, ohne meine Erinnerung, sehen, wie wenigen Dank diese meine Nachricht bey Leuten verdienen wird, welche von dieser Sprache etwas wissen wollen. Allein dieses rühret mich gar nicht“ (S. [3]). Was umgekehrt klar ist: das „Wörter=Buch von der Zigeuner=Sprache“ ist keine Enthüllungsschrift, also keine Sammlung von Romani-Lexemen, wie sie in deutschen Geheimsprachen vom Typus der Rotwelsch-Dialekte und der Viehhändlersprache durchaus vorkommen. Das zeigt unter anderem die Anordnung Deutsch-Romani (und nicht umgekehrt).

## Wörterbuch

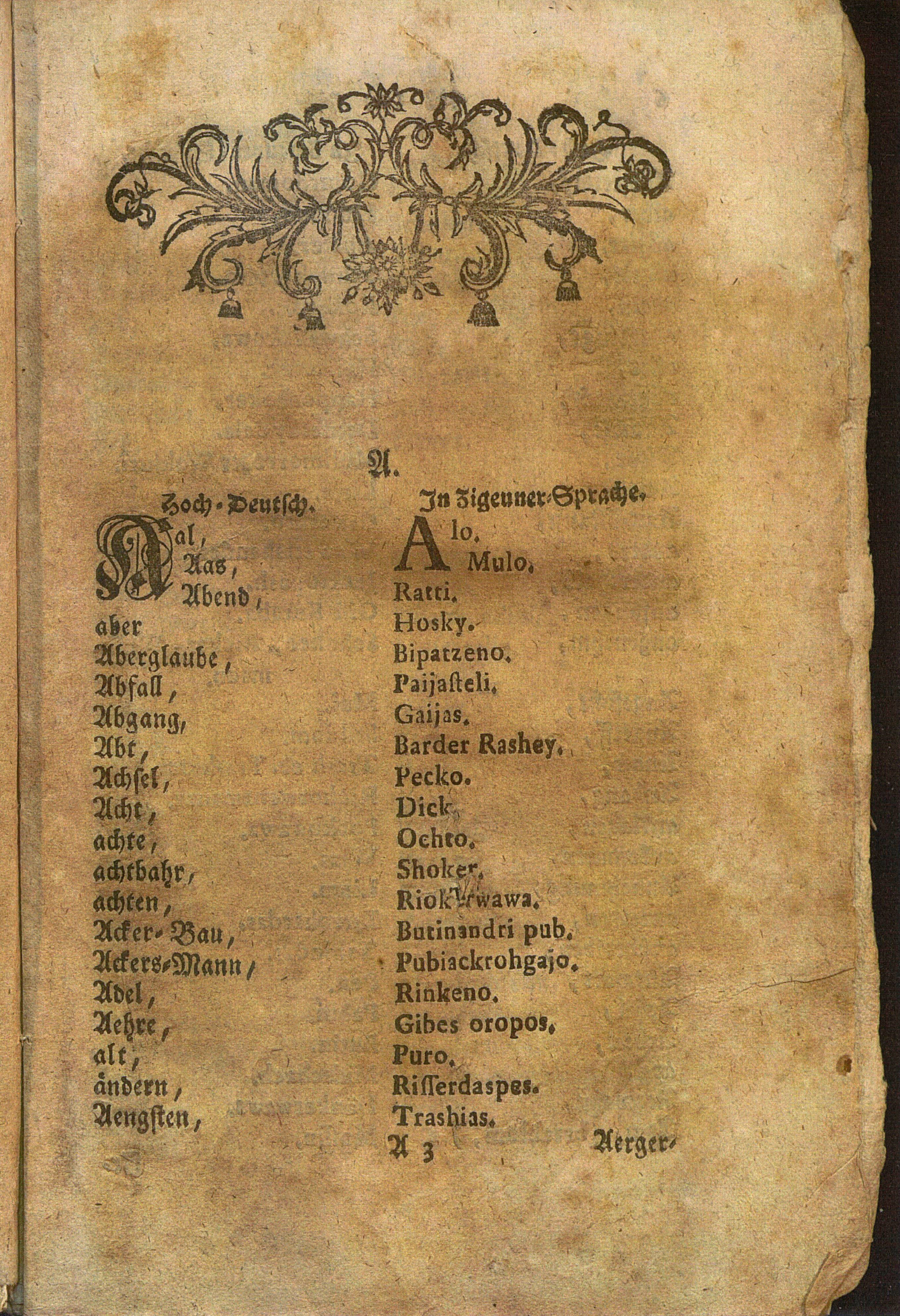
Anfang des Wörterbuches

Das Wörterbuch ist nach seiner lexikographischen Konzeption ein einfaches, alphabetisch geordnetes und zweispaltig angelegtes Glossar „Hoch=Deutsch“ / „Zigeuner=Sprache“. Verzeichnet sind etwa 800 deutsche Lexeme, denen in einfachen Wortgleichungen die entsprechenden „zigeunersprachlichen“  Wörter beigegeben sind. Hier und da werden alternative Lexeme vermerkt, zum Beispiel blind / Bijakkingro oder nashdidekela. Weitere lexikographische Informationen zu den betreffenden Lexemen, z. B. zu Grammatik, Etymologie und Wortgeschichte oder Satzbeispiele werden nicht gegeben. Insgesamt ist der dargebotene Wortschatz seinen Wortfeldern nach ein klassischer Alltagswortschatz des Romani. Zur Herkunft des im „Wörter=Buch von der Zigeuner=Sprache“ dargelegten Wortmaterials erfahren wir so gut wie nichts. Ob der Herausgeber des Lexikons seine Wörter aus anderen schriftlichen Quellen bezogen oder Gewährsleute befragt hat, bleibt letztlich unklar. Norbert Boretzky geht wegen einer Notiz im sogenannten Vorbericht (S. 3): „diese Leute, (die) ... unter sich nicht einig sind“ von „Sinti-Gewährsleuten“ aus, was zur Heterogenität der Sprache des Dokuments passte. Jedenfalls ist der Herausgeber selbst kein Sprecher des Romani gewesen; die orale Tradition des Romani weist für die Mitte des 18. Jahrhunderts zudem weit weg von einer möglichen Verschriftlichung durch Muttersprachler.

### Sprache des Wörterbuches
Die Sprache des Wörterbuches ist nach der romistischen Expertise von Norbert Boretzky konservatives, flektierendes deutsches Sinti. Das Glossar enthält etwa 360 voreuropäische Erbwörter; hinzu kommen etwa 40 Wortbildungen mit diesen Etyma. Zu den Erbwörtern kommen etwa 30 Gräzismen und jeweils ca. 25 Slavismen und Germanismen. Beispiele für Germanismen: mondo, zwerglo, dumno, bruneshach, retticka, bechari, jagari, gwittrola, narwelo.

## Schreiben eines Zigeuners an seine Frau
Brief.
Meine liebe Frau!

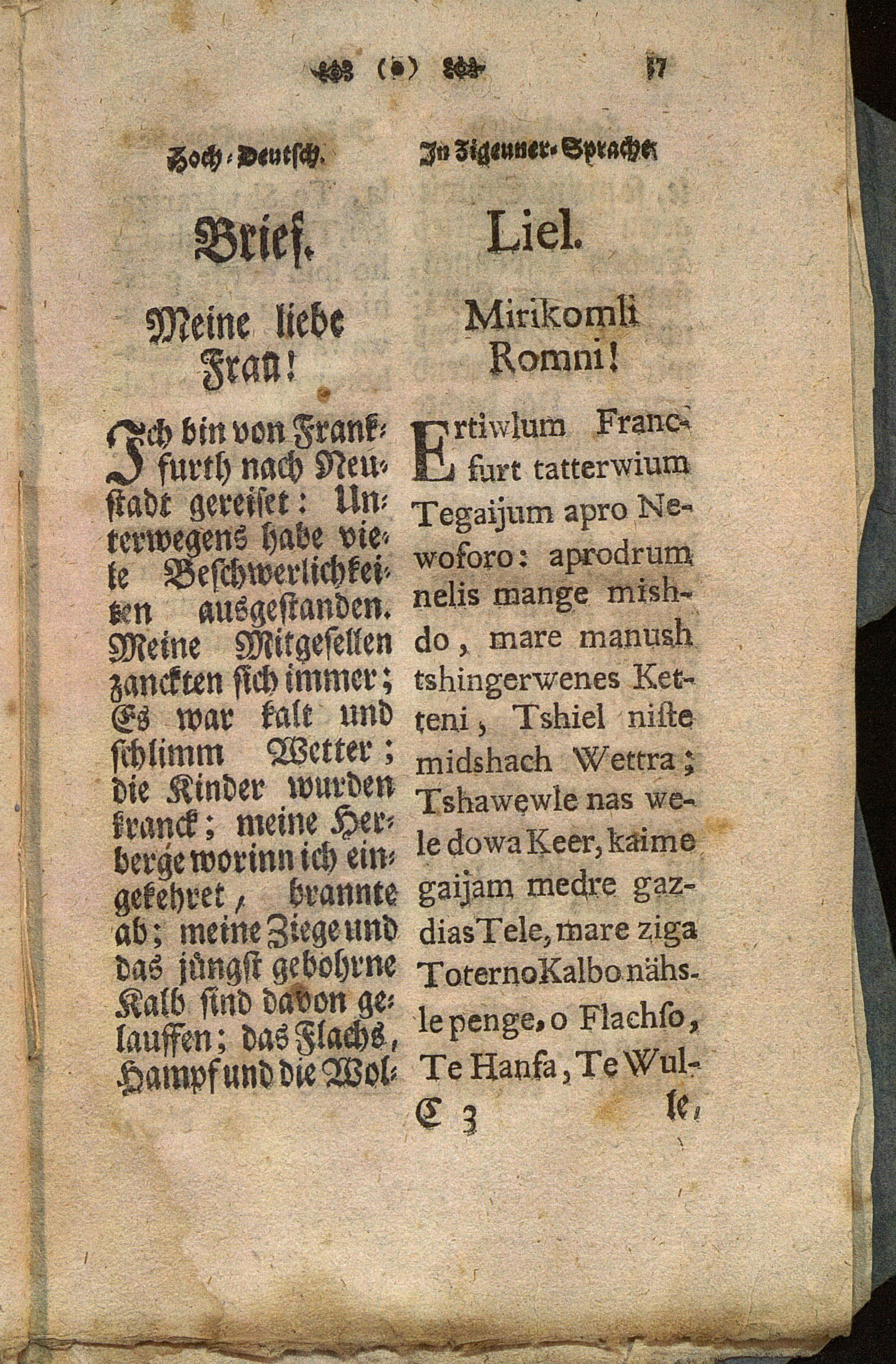

Ich bin von Frankfurth nach Neustadt gereiset: Unterwegens habe viele Beschwerlichkeiten ausgestanden. Meine Mitgesellen zanckten sich immer; es war kalt und schlimm Wetter; die Kinder wurden kranck; meine Herberge worinn ich eingekehret, brannte ab; meine Ziege und das jüngst gebohrne Kalb sind davon gelauffen; das Flachs, Hampf und die Wolle, so meine Schwiegerin und Stieftochter gesponnen, sind verbrannt. Kurz: ich war so arm, daß wir fast alle nackend waren. Ich dachte mich durch Holtzhauen und meiner Hände Arbeit, oder durch Handel und Wandel zu nähren; alleine keiner wollte von mir etwas kaufen, oder etwas zum Pfande annehmen, ich wurde vielmehr von einer Bande Soldaten überfallen, welche viele von uns verwundet, drey getödtet, und mich auf ewig auf eine Festung gebracht. Der Himmel bewahre dich vor einem solchen Unglück, und ich beharre
Dein getreuer Mann.
Liel.
Mirikomli Romni!
[...]
Shinandro Meraben.
Das „Schreiben eines Zigeuners an seine Frau, darinnen er ihr von seinem elenden Zustande, in welchem er sich befindet, Nachricht ertheilet“ ist als zweispaltig gesetzter bilingualer Text Deutsch-Romani dem Wörterbuchteil des Drucks angehängt. Schaut man auf seinen Inhalt, lenkt der Herausgeber den Blick des Lesers auf die schwierige soziale Lage einer Minderheit, der von vielen Zeitgenossen des 18. Jahrhunderts mit Ausgrenzung, Diskriminierung und Verfolgung begegnet worden ist. Ein Zeichen der Empathie und christlichen Solidarisierung setzt das handschriftlich eingetragene Vaterunser am Schluss des Briefes in dem Jenaer Exemplar.

## Lexikographische Tradition
Das „Wörter=Buch von der Zigeuner=Sprache“ steht am Anfang der schriftlichen Erfassung des Romani. Mehr als ein halbes Jahrhundert später, in den 20er Jahren des 19. Jahrhunderts, folgen dann gleich mehrere Werke, die sich der lexikographischen Dokumentation des Romani widmen; darunter vor allem:
- Puchmayer, Anton Jaroslaw. Románi Čib, das ist: Grammatik und Wörterbuch der Zigeuner Sprache, nebst einigen Fabeln in derselben. Dazu als Anhang die Hantýrka oder die Čechische Diebessprache. Prag, Fürst-Erzbischöfliche Buch-druckerey 1821

sowie
- Ferdinand Bischoff, Deutsch=Zigeunerisches Wörter-buch, Ilmenau 1827.

Auf dem Weg zur heutigen modernen lexikographischen und sprachgeographischen Dokumentation und Erforschung des Romani (Boretzky / Igla 1994; Boretzky / Igla 2004; Matras 1998; Matras: Romani Project; Universität Graz, RomLex) liegen die Wörterbücher von Rudolph von Sowa (1902), Jan Rozwadowkski (1936), V. Lesny (1941/1942) und Siegmund A. Wolf (1960), der als einer der ersten frei von außerwissenschaftlichen und rassenideologischen Interessen dokumentiert.

## Rezeption
Der Druck von 1755 ist nach seinem Erscheinen offenbar weithin in Vergessenheit geraten. Nach seiner Herausgabe wird das Werk lediglich hier und da noch erwähnt, mit seinen bibliographischen Daten verzeichnet oder spärlich kommentiert:
• Anton Friedrich Büschings Erdbeschreibung, Hamburg 1805, S. 766 (Nachträge): „Wörterbuch der Zigeunersprache, Frkf. Und Leipz. 1755. 8 (Hierbey kann unter einigen andern Schriften ueber die Zigeuner vornehmlich H.M.G. Grellmann´s histor. Versuch ueber die Zigeuner, Dessau 1783 (…) empfohlen werden).“
• Johann Christoph Adelung, Mithridates oder allgemeine Sprachenkunde mit dem Vater Unser als Sprachprobe in beynahe fünfhundert Sprachen und Mundarten. (…) fortgesetzt und bearbeitet von Johann Severin Vater, Zweyter Theil, Berlin 1809, S. 225: „Conr. Gesners Mithridates, Zürich, 1555, 8, wo (…) das Elementale und Vocabularium des Rotwelschen gegeben, dasselbe aber, wie auch von andern geschehen, irrig mit der Sprache der Zigeuner verwechselt wird; (…) W. H. B. J. Beytrag zur Rotwelschen Grammatik oder Wörterbuch von der Zigeuner (nicht doch) Sprache, Frankf. a. M. 1704, 8  Rotwellsche Grammatik oder Sprachkunst, d. i. Anweisung, u. s. f., Frankf. a. M. 1755, 8; enthält sowohl ein Rotwelsch-Deutsches als auch ein Deutsch-Rotwelsches Wörterverzeichniß, nebst einigen Aufsätzen in dieser Sprache“. Vgl. auch Johann Christoph Adelung, Grammatisch-kritisches Wörterbuch der hochdeutschen Mundart, 1798, Sp. 1180; in beiden Ausgaben wird das „Wörterbuch von der Zigeuner=Sprache“ 1755 nicht ausdrücklich erwähnt.
• Allgemeiner Anzeiger der Deutschen. Oder Allgemeines Intelligenz-Blatt …, Bd. I, 1810, Sp. 1099: „In diesem Wörterbuch finden sich viele Einmischungen aus der böhmischen Sprache, woher wahrscheinlich die französische Benennung der Zigeuner les Bohemiens entstanden ist“.
• Die Zigeuner in Europa und Asien. Ethnographisch-linguistische Untersuchung vornehmlich ihrer Herkunft und Sprache. Von August Pott, Halle 1844–1845: Erwähnung des Drucks und Einschätzung der Authentizität des Wörterverzeichnisses: „brauchbare Originalarbeit“.
• Aus dem inneren leben der zigeuner. Von Heinrich von Wlislocki, Berlin 1892, S. 6 (Erwähnung des Titels). Aus der „Vorbemerkung“ der Bibliographie von Wlislocki: „Zusammenstellung der Titel von Werken, und bedeutenderen Aufsätzen in Zeitschriften (…), welche auf die Geschichte und Sprache, die Lieder und Sagen, die rechtliche und sociale Stellung der Zigeuner Bezug haben.“
Der zeitgenössischen Rezeption zufolge hat das Werk keine große Wirkung entfaltet; auch im 19. Jahrhundert gibt es lediglich spärliche Bemerkungen zum Dokument. Das gilt gleichermaßen für die Wörtersammlung des Romani wie für das „Schreiben eines Zigeuners an seine Frau“, das als starkes Argument gegen den Antiziganismus der Zeit wohl verpasst worden ist. Im Vordergrund stand das Interesse an der geheimnisvollen Sprache der „Zigeuner“, die oftmals und irrig mit dem Rotwelschen in eins gesetzt worden ist. Erst 1836 ist in der Real=Encyklopädie für die gebildeten Stände eine sachliche Differenzierung feststellbar, die auch das Romani als Spendersprache in deutschen Rotwelsch-Dialekten sieht und damit die Trias „Rotwelsch als Sondersprache“ – „Romani als Muttersprache der Sinti und Roma“ – Romani-Lexeme als Tarnwörter im Rotwelsch und den Rotwelsch-Dialekten auseinanderhält (Allgemeine deutsche Real=Encyklopädie für die gebildeten Stände, Bd. IX, Leipzig 1836, S. 434).